# Шаповал Олександр Юрійович
Олекса́ндр Ю́рійович Шапова́л (* 21 лютого 1990, Вінниця — † 11 серпня 2009, Парма) — український професійний велогонщик молодіжного складу італійської команди «Promociclo Neri Comauto» (віком до 23 років), чемпіон України 2008 року серед юніорів, член штатної збірної України. Вихованець харківського центру «Темп», тренер — Віталій Резван.

## Біографія
Народився у Вінниці. До 2006 року тренувався спортивно-юнацькій школі «Колос» у цьому ж місті. Переїхав до Харкова на навчання до Харківського вищого училища фізкультури і спорту №1. Після закінчення училища його запросила італійська команда «Promociclo Neri Comauto» без всяких зобов'язань від нього. Восени 2009 року мав виступати за національну збірну України.

Фініш Олександра Шаповала на одному з етапів багатоденки Giro delle Pesche Nettarine, 2009 рік

У перший сезон у професійному спорті на ранній стадії одноденної гонки у Феліно (Італія) 11 серпня 2009 року невдало впав у канаву глибиною приблизно в 1 метр. На великій швидкості на спуску вилетів із траси на віражі, пролетів кілька метрів, урізався в дерево й упав. Ніхто падіння не помітив, тому спохватилися лишень коли спортсмени проїхали ще два кола. Жителі найближчого будинку, що стали свідками інциденту, спробували надати допомогу українцеві й повідомили про травму суддям з машини супроводу. Ті викликали медиків. З важкою травмою живота він був доставлений у госпіталь Ospedale Maggiore м. Парма. Спочатку передбачалося госпіталізувати українця вертольотом, але спортсмен був притомним, і лікарі вирішили скористатися каретою швидкої допомоги. Помер у той же день у лікарні в віці 19 років від отриманих травм живота. Учасники перегонів довідалися про те, що трапилося, тільки після закінчення змагань.
|  | Олександр був дуже перспективним гонщиком, нашою олімпійською надією… Державний тренер із шосейних велогонок Микола Рогозян |

## Досягнення
- Чемпіон України серед юніорів (2008).
- Майстер спорту України.